# 사사이베촌
사사이베촌(일본어: 雀部村)은 일본 교토부 아마타군에 설치되었던 촌이다.